# Icheb
Icheb è un personaggio immaginario dell'universo fantascientifico di Star Trek. Appare nelle serie televisive Star Trek: Voyager, dove viene interpretato da Manu Intiraymi e Mark Bennington; Star Trek: Picard, dove viene interpretato da Casey King, e nel film fanfiction Star Trek: Renegades, dov'è nuovamente interpretato da Manu Intiraymi. Icheb è inoltre protagonista di alcuni romanzi del franchise di Star Trek, per lo più scritti dall'autrice Kirsten Beyer. Icheb è un ex drone Borg e pupillo di Sette di Nove. 

## Storia del personaggio
Icheb viene "adottato" dalla USS Voyager in seguito al ritrovamento di un cubo Borg alla deriva nello spazio il cui equipaggio adulto era stato sterminato da un virus del quale il giovane Borg era portatore. Insieme ad altri bambini Borg, Icheb viene accolto dall'equipaggio della Voyager e instaura subito un forte legame con Sette di Nove.
Il giovane dimostrerà sin dai primi momenti di possedere spiccate doti di intelligenza ed intraprendenza che lo porteranno a maturare il desiderio di arruolarsi nella Flotta Stellare.
Durante il viaggio di ritorno verso la terra la Voyager troverà il pianeta natale di Icheb, il ragazzo, su iniziativa del Capitano Kathryn Janeway, verrà riconsegnato ai genitori; essi però invece di accogliere con sé il proprio figlio lo prepareranno nuovamente all'assimilazione da parte dei Borg, i quali, una volta assimilato il giovane avrebbero dovuto contrarre il virus letale che i genitori del giovane avevano inserito nel suo DNA. Sette di Nove scoprirà il terribile gioco a cui i genitori di Icheb stavano sottoponendo il ragazzo e riuscirà, con l'aiuto del Capitano Janeway, a scongiurare il peggio e a riportare il giovane a bordo della Voyager con la quale continuerà il viaggio fino all'arrivo nel Quadrante Alfa.
Nella serie Star Trek: Picard viene rivelato che, dopo il ritorno della Voyager sulla Terra, Icheb è ufficialmente entrato a far parte della Flotta Stellare e, negli anni a seguire, è diventato l'ufficiale scientifico della nave USS Coleman, col rango di tenente. Purtroppo la vita del giovane ufficiale finisce in tragedia nel 2386, quando cade vittima di un gruppo di contrabbandieri che commerciano in impianti Borg: dopo essere stato attirato con l'inganno in una trappola, Icheb viene disumanamente sottoposto a un'estrazione degli impianti che lo lascia orribilmente sfigurato e moribondo. Prossimo a morire, viene raggiunto da Sette di Nove che, non potendo fare nulla per salvarlo, può solo esaudirne la richiesta di risparmiargli ulteriori sofferenze, uccidendolo subito. La sua morte è un colpo terribile per donna, che di fatto lo considerava suo figlio e quindi passa i successivi tredici anni a dare la caccia agli assassini del ragazzo, fino a che, nel 2399, Sette di Nove rintraccia la loro leader, Bjayzl, e la uccide.

## Interpreti

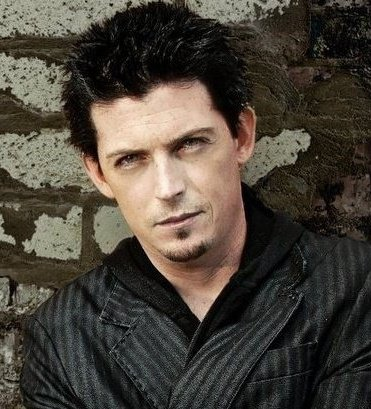
Manu Intiraymi, il primo e più noto interprete di Icheb

Icheb viene originalmente interpretato dall'attore Manu Intiraymi, che lo impersona per 11 episodi della sesta e settima stagione della serie televisiva Star Trek: Voyager, tra il 2000 e il 2001. L'attore torna a interpretarlo anche nel film fanfiction Star Trek: Renegades diretto da Tim Russ (il Tuvok di Voyager) nei due episodi Pilot (2015) e The Requiem (2017), al fianco di numerosi altri attori delle varie serie di Star Trek, tra cui Walter Koenig (Pavel Chekov, nella  serie classica) e Robert Picardo (Il medico olografico di Voyager).
Nell'episodio Nelle pieghe del tempo (Shattered, 2001), Icheb viene inoltre interpretato, da adulto, dall'attore Mark Bennington.
Infine, nell'episodio della prima stagione della serie televisiva Star Trek: Picard, Cronache di Stardust City (Stardust City Rag, 2020), Icheb viene interpretato dall'attore Casey King, da adulto.

## Filmografia

### Televisione
- Star Trek: Voyager - serie TV, 11 episodi (2000-2001)
- Star Trek: Renegades - webmovie (2015)
- Star Trek: Picard - serie TV, episodio 1x05 (2020)

## Libri (parziale)

### Romanzi
- (EN) Christie Golden, Homecoming, collana Star Trek: Voyager: Homecoming, n. 1, New York, Pocket Books, 2003, ISBN 074346754X.
- (EN) Kirsten Beyer, Acts of Contrition, collana Star Trek: Voyager, New York, Pocket Books, 2014, ISBN 1476765510.
- (EN) Kirsten Beyer, Atonement, collana Star Trek: Voyager, New York, Pocket Books, 2015, ISBN 1476790817.
- (EN) Kirsten Beyer, A Pocket Full of Lies, collana Star Trek: Voyager, New York, Pocket Books, 2016, ISBN 1476790841.
- (EN) Kirsten Beyer, Architects of Infinity, collana Star Trek: Voyager, n. 13, New York, Pocket Books, 2018, ISBN 1501138766.
- (EN) Kirsten Beyer, To Lose the Earth, collana Star Trek: Voyager, n. 14, New York, Gallery Books, 2020, ISBN 1501138839.
- (EN) Una McCormack, The Autobiography of Kathryn Janeway, collana Star Trek Autobiographies, Londra, Titan Books, 2021, ISBN 1789094798.

## Videogiochi
- Star Trek Online (2010)
- Star Trek Timelines (2020)